# ريدار أندرياسن
ريدار أندرياسن (بالنرويجية البوكمول: Reidar Andreassen)‏ هو متزحلق نرويجي، ولد في 19 ديسمبر 1932.